# Vinciguerria poweriae
Vinciguerria poweriae es una especie de pez del género Vinciguerria.

## Descripción
Es un pez delgado y alargado que mide aproximadamente 43 mm (1,7 pulgadas). Los ojos son distantes, la boca es grande con una sola fila de dientes. La aleta dorsal cuenta con 13-15 radios blandos y se encuentra en frente de una pequeña aleta adiposa (una pequeña aleta carnosa). Las aletas pectorales tienen de 9-11 radios blandos, las aletas pélvicas 7 y la aleta anal de 12-14. Presenta fotóforos (órganos que producen luz) en la mitad inferior de la cabeza. La superficie dorsal del cuerpo es oscura. Cuenta además con una raya oscura en la parte de la mandíbula y otra por encima de la premaxilla.

## Distribución y hábitat
Circunglobal, habita en aguas subtropicales. En el Atlántico oriental, desde Portugal hasta Cabo Verde y el Mediterráneo oriental. En el Atlántico occidental, en el golfo de México. En el Atlántico noroccidental, en Canadá. En el Pacífico occidental, en Australia (Australia Occidental y Tasmania) y también en Nueva Zelanda. En el Pacífico oriental: en California, también se encuentra en Chile. Reporatada en el mar de la China Meridional. Especie marina batipelágica cuyo rango de profundidad es 50-1500 m, aunque generalmente se encuentra a 300-600 m.